# Tirol TV
Tirol TV ist ein österreichischer Privatfernsehsender mit Sitz in Innsbruck in Tirol.

## Empfang
Empfangbar ist Tirol TV über den Astra-Satelliten auf dem Sender R9 Österreich HD in zwei Zeitfenstern von 11:00 bis 12:00 Uhr und von 18:00 bis 19:00 Uhr sowie in den Kabelnetzen von Magenta (Programmplatz 108 mit SDTV und Programmplatz 237 mit HDTV) und A1, in den regionalen Kabelnetzen. Zudem sind auf der Homepage des Senders ein Livestream sowie einzelne Beiträge in einer Online-Mediathek abrufbar. Im Social Media zählt Tirol TV mit ihren Accounts auf Facebook und Instagram zu den stärksten Tiroler Medien in diesem Bereich.

## Sendungen
Die Hauptsendung von Tirol TV ist das Infotainmentmagazin Tirol Today mit Themen aus Politik, Gesellschaft, Sport, Kultur und Kunst.
Darüber hinaus produziert Tirol TV auch Reportagen sowie Sonderformate und berichtet zu besonderen Ereignissen im Land auch live.
Weitere Sendeformate wie Ja das ist unser Land, eine Musiksendung mit Hubert Trenkwalder oder Allerhand aus dem Tiroler Land mit Martin Reiter werden ausgestrahlt.

## Wirtschaftliche Entwicklung
Tirol TV nahm seine Tätigkeit 1997 auf. Der Sender des damaligen Veranstalters LFT Lokalfernsehen Tirol GmbH & Co. KG (vormals LFU Lokal Fernsehen Unterland GmbH & Co. KG) war der erste Regionalsender Österreichs, der auch über Satellit empfangbar ist. Im Dezember 2007 startete Tirol TV die Ausstrahlung über die Satellitenplattform Astra Digital. Über Kabel erreichte der Sender 75.000 Haushalte. Über Kabel, Satellit und DVB-T wurden zum Teil unterschiedliche Inhalte gezeigt, im Kabelfernsehen wurde rund um die Uhr Programm ausgestrahlt, im Satellitenfernsehen zeigte man um 08:30, 17:30 und um 22:30 Uhr je zwei Stunden Werbefenster und Teleshopping.
Mitte September 2013 stellte die RSL Tirol TV Filmproduktion einen Insolvenzantrag beim Landesgericht Innsbruck.
Seit Oktober 2013 wurde ein neues Tirol TV in Form einer GmbH mit neuen Gesellschaftern aufgebaut. Mit der Neuübernahme wurden neue Sendungen und ein neues Geschäftsmodell entwickelt. So liegt ein wesentlicher Fokus im Aufbau einer starken, multimedialen Marke. Ziel ist demnach nicht nur die Bereitstellung von Informationen über Fernsehen, sondern auch über Internet und Social Media. Am 7. Jänner 2014 ging Tirol TV mit dem neuen Konzept und den beiden Sendungen Tirol20 und 90Sekunden erstmals auf Sendung. Anfang März folgten die Regionalausgaben aus sechs Bezirken mit einer Ausweitung der Sendezeit von zwanzig auf sechzig Minuten. Ab März 2014 hatte Tirol TV seine Büroräumlichkeiten und das Fernsehstudio am Sparkassenplatz 5 in Innsbruck. Am 7. Jänner 2015 wurde die Sendung 90Sekunden zu Mittag ins Programm aufgenommen, sowie einen Monat später die restlichen drei Regionalausgaben aus den Bezirken Imst, Reutte und Lienz. Seit 7. September 2015 ist Tirol TV täglich (11 bis 12 Uhr) auch über Satellit auf dem Sender des Fernsehvermarkters R9 Austria, dem neben Tirol TV auch die größten Regionalsender jedes anderen österreichischen Bundeslandes angehören, empfangbar.
2019 wurde die Magazin Sendung in Tirol Today umbenannt und Marius Wolf übernahm die Geschäftsführung des Senders. Seit Anfang 2019 betreibt Tirol TV den Lokalsender Munde TV in der Region Telfs. Mit der Produktionsabteilung Tirol Film wurde ein Fokus auf Liveübertragungen und Filmproduktionen für Unternehmen und Institutionen gelegt. Ab 2021 wird für die Tiroler Tageszeitung der Onlineformat Tirol Live produziert.
Im April 2023 übernahm die Moser Holding AG die Tirol TV GmbH. In der Innsbrucker Museumstraße wurden neue Büroräumlichkeiten bezogen und ein multimediales Studio eingerichtet.
Im Jänner 2025 übernahm Hubert Trenkwalder die Geschäftsführung. Die neuen Formate "Tirol TV - Die Woche" und "Tirol TV - Am Wochenende" wurden eingeführt. Die Wochensendung ist über diverse Kabelanbieter ab Montag 18:00 Uhr bis Freitag zu sehen, und die Wochenendsendung ist ab Freitag 18:00 Uhr bis Montag zu sehen.

## Senderlogos

Logo bis 2013
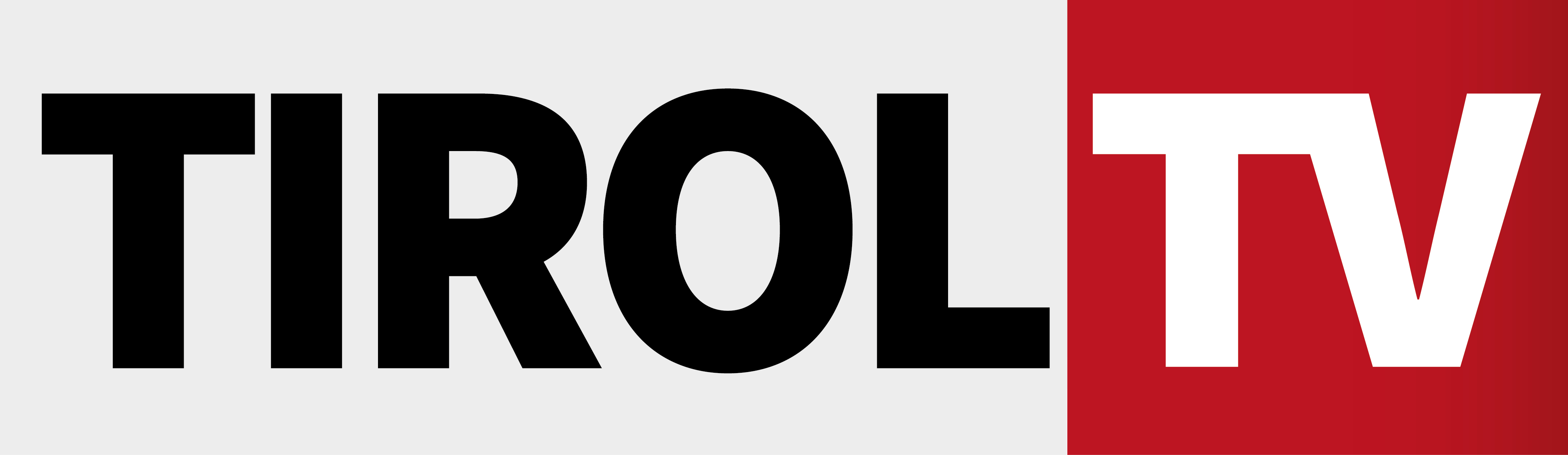
Logo von 2014 bis 2018
Logo seit 2019